# Közép- és Dél-európai Centrálkonferencia
A Közép- és Dél-európai Centrálkonferencia (angolul: United Methodist Church of Central and Southern Europe) az Egyesült Metodista Egyház (United Methodist Church) egyik európai püspöki kerülete. A centrálkonferencia 2014-ben ünnepelte alapításának 60. évfordulóját. Jelenlegi püspöke: a 2006-ban megválasztott dr. Patrick Streiff, aki a zürichi Püspöki Irodából 16 országban mintegy 33 500 metodista püspöke.

## A centrálkonferencia országai
- Albánia
- Algéria
- Ausztria
- Belgium
- Bulgária
- Csehország
- Franciaország
- Lengyelország
- Macedónia
- Magyarország
- Románia
- Svájc
- Szerbia
- Szlovákia
- Tunézia

## A centrálkonferencia püspökei
- Dr. Patrick Streiff (2006-)
- Heinrich Bolleter (1989-2006)
- Franz Schäfer (1966-1989)
- Ralph E. Dodge és Paul N. Garber (1965-1966)
- Ferdinand Sigg (1954-1965)